# コスタ・マズナーガ
コスタ・マズナーガ（伊: Costa Masnaga）は、イタリア共和国ロンバルディア州レッコ県にある、人口約4,800人の基礎自治体（コムーネ）。

## 地理

### 位置・広がり
レッコ県南西部のコムーネ。県都レッコから南西へ14kmの距離にある。

#### 隣接コムーネ
隣接するコムーネは以下の通り。括弧内のCOはコモ県所属を示す。
- ブルチャーゴ
- ガルバニャーテ・モナステーロ
- ランブルーゴ (CO)
- メローネ (CO)
- モルテーノ
- ニビオンノ
- ロージェノ

### 気候分類・地震分類
気候分類では、zona E, 2521 GGに分類される。
また、イタリアの地震リスク階級 (it) では、zona 3 (sismicità bassa) に分類される。

## 行政

### 分離集落
コスタ・マズナーガには、以下の分離集落（フラツィオーネ）がある。
- Centemero, Brenno, Camisasca